# 松井さんはスーパー・ルーキー
『松井さんはスーパー・ルーキー』（まついさんはスーパー・ルーキー）は、詠里による日本の漫画作品。『イブニング』（講談社）にて、2020年20号から2021年15号まで連載。『コミックDAYS』（同）に移籍して、2021年7月27日から同年11月16日まで連載。草野球を題材にした作品。

## 登場人物

### スーパーラッキートータス
長嶋 圭人（ながしま けいと）
本作の主人公。26歳。外野手、右投右打。
高校卒業後、上京してクリーニング店に勤める作業員。冴えない容姿をしており、本人曰く「何の変哲もない人生を送っている」。野球センスはいまひとつ。
松井 真尋（まつい まひろ）
本作のヒロイン。23歳。身長165センチメートル、血液型A。外野手・投手、右投左打。
女子校出身。大学卒業後、建設会社に勤めるOL。少し癖のある黒髪ロングが特徴。プロポーション抜群の美人。明朗快活だが、夢見がちな性格。野球歴はかなり長く、投打に秀でている。
琴平 茜（ことひら あかね）
松井の元同級生。23歳。捕手、右投右打。
男勝りでサバサバした性格。松井同様、野球センスはかなり高い。長嶋のことをあまり快く思っていない。

### その他
田中（たなか）
松井の同僚。30代。1男1女の母親。
嫌味な性格。松井のことをあまり快く思っていない。

## 書誌情報
- 詠里 『松井さんはスーパー・ルーキー』 講談社〈イブニングKC〉、全3巻（2021年9月22日現在） - 第2巻、第3巻は電子書籍限定で刊行[4][5]。
  1. 2021年3月23日発売[6][7]、ISBN 978-4-06-522596-7
  2. 2021年9月22日発売、ASIN B09FXMSKNT
  3. 2022年2月9日発売、ASIN B09RPR7XT6